# Das Geheimnis (Oper)
Das Geheimnis (tschech.: Tajemství) ist eine Komische Oper in drei Akten von Bedřich Smetana, das Libretto dazu wurde von Eliška Krásnohorská verfasst. Die Uraufführung fand am 18. September 1878 in Prag im Nové České Divadlo statt.

## Handlung
Seit vielen Jahren sind sich die zwei Familien Malina und Kalina spinnefeind. Der Grund dafür liegt lange zurück: Kalina war einst ein Freier von Rosa, diese ließ ihn jedoch wegen seiner Armut abblitzen.
Aufgrund dieser Streitigkeiten ist auch die Liebe zwischen Blaženka und Vít nicht erlaubt. Auf einmal wird ein uraltes Dokument entdeckt, das von einem Schatz in einer Burgruine berichtet. Kalina macht sich auf die Suche nach dem Schatz. Dabei entdeckt er einen Pfad, der direkt in die Wohnung von Rosa führt. Durch diese Bestimmung schließen die Familien Frieden und die zwei jungen Liebenden können heiraten.

## Instrumentation
Die Orchesterbesetzung der Oper enthält die folgenden Instrumente:
- Holzbläser: zwei Flöten, zwei Oboen, zwei Klarinetten, zwei Fagotte
- Blechbläser: vier Hörner, zwei Trompeten, drei Posaunen
- Pauken, Glocke
- Gitarre
- Streicher